# Oknosacris
Oknosacris is een geslacht van rechtvleugeligen uit de familie veldsprinkhanen (Acrididae). De wetenschappelijke naam van dit geslacht is voor het eerst geldig gepubliceerd in 1981 door Liu.

## Soorten
Het geslacht Oknosacris  is monotypisch en omvat slechts de volgende soort:
- Oknosacris gyirongensis (Liu, 1981)